# Second Chances (2014)
Second Chances ist ein US-amerikanischer Pornofilm des Studios New Sensations. Der Film gehört zur Reihe "Romance" des Studios, das paartaugliche, romantische Filme zum Gegenstand hat.

## Handlung
Der Film handelt von Madison Presley (Carter Cruise), die während ihres ersten Jahres an der Hochschule dachte, dass sie die Liebe ihres Lebens gefunden hätte, bis sie zur Zielscheibe seines Spottes hinter ihrem Rücken wird. Durch seinen Verrat am Boden zerstört, verbringt sie die nächsten drei Jahre damit, ihren Herzschmerz mit ihrem besten Freund zu überwinden.
Als Josh unerwartet zum Abschlussjahr erneut in ihre Leben tritt, wird Madisons Welt erneut aus der Bahn geworfen. Sie stellt sich die Frage, ob sie ihm eine zweite Chance (Second Chance) geben soll.

## Szenen
- Szene 1: Allie Haze, Chad White
- Szene 2: Jessa Rhodes, Logan Pierce
- Szene 3: Carter Cruise, Chad White
- Szene 4: Carter Cruise, Brendon Miller

## Auszeichnungen
- 2015: AVN Award – Best Romance Movie
- 2015: AVN Award – Best Actress (Carter Cruise)
- 2015: XBIZ Award – Best Non-Sex Acting Performance, Jacky St. James
- 2015: XBIZ Award – Best Actress – Feature Movie, Carter Cruise
- 2015: XBIZ Award – Best Supporting Actress, Jessa Rhodes
- 2015: XBIZ Award – Best Supporting Actor, Chad White[1]